# Javier del Real Magallanes
El General de División Javier del Real Magallanes, es un militar mexicano que ingresó al Hco. Colegio Militar en 1961, egresando como Subteniente de Artillería y participó en la Guerra contra el narcotráfico en México. Actualmente como General de División, desempeña el cargo de Subsecretario de Seguridad Pública. Fue Comandante de la Guarnición Militar de Cancún, de la 34/a. Zona Militar (Quintana Roo), Subjefe Operativo del EMDN, Comandante de la 2/a. Brigada de Infantería, Director del Colegio de Defensa Nacional, Comandante de la II Región Militar (Baja California y Sonora) y Comandante de la IV Región Militar, con sede en la ciudad de Monterrey, Nuevo León, la misma que incluye los estados de Nuevo León, Tamaulipas y San Luis Potosí. Para suplir a Del Real Magallanes se nombró al general Guillermo Moreno Serrano, quien fuera Rector de la Universidad del Ejército y la Fuerza Aérea y Director de Educación Militar de la SEDENA.